# Дмитриево (Вельский район)
Дмитриево — деревня в Вельском районе Архангельской области России. Входит в состав Пуйского сельского поселения.

## География
Деревня находится в южной части Архангельской области, в таёжной зоне, в пределах северной части Русской равнины, на левом берегу реки Пуи, на расстоянии примерно 53 километров (по прямой) к северо-северо-востоку (NNE) от города Вельска, административного центра района. Абсолютная высота — 50 метров над уровнем моря.
Климат
Климат характеризуется как умеренно континентальный, с прохладным и дождливым летом. Средняя температура воздуха самого холодного месяца (января) составляет −12,7 °C; самого тёплого месяца (июля) — 18 °C. Среднегодовое количество атмосферных осадков составляет 763,7 мм.
Часовой пояс
Дмитриево, как и вся Архангельская область, находится в часовой зоне МСК (московское время). Смещение применяемого времени относительно UTC составляет +3:00.

## История
В «Списке населенных мест Российской империи», изданном в 1861 году, населённый пункт упомянут как деревня Демитрiевская (Дмитрiевская гора) Шенкурского уезда (1-го стана), расположенная в 76,5 верстах от уездного города Шенкурска. В деревне насчитывалось 12 дворов и проживало 36 человек (20 мужчин и 16 женщин).
По состоянию на 1920 год, в Дмитриевской имелся 41 двор и проживал 185 человек (67 мужчин и 118 женщин). В административном отношении деревня входила в состав Пуйского общества Пуйской волости Шенкурского уезда.

## Население
| 2002 | 2010 | 2012 | 2014 |
| ---- | ---- | ---- | ---- |
| 23   | ↘10  | ↘9   | →9   |

Национальный состав
Согласно результатам переписи 2002 года, в национальной структуре населения русские составляли 100 %.